# Yin i yang
Koncepcja yin i yang pochodzi z antycznej filozofii chińskiej i metafizyki. Opisuje ona dwie pierwotne i przeciwne, lecz uzupełniające się siły, które odnaleźć można w całym Wszechświecie.
- Yang (dosłownie rozumiane jako „nasłonecznione miejsce, południowe zbocze (wzgórza), północny brzeg (rzeki), światło słoneczne”) reprezentowana przez biel i Słońce oznacza siłę, aktywność, radość, ciepło i lato, symbolizuje męski aspekt natury, ekstrawersję oraz liczby nieparzyste; odpowiada jej dzień, niebo oraz dusza hun. Yang symbolizuje ogień, ziemię lub stal. Wszyscy urodzeni w parzystych latach.
- Yin (dosłownie rozumiane jako „zacienione miejsce, północne zbocze (wzgórza), południowy brzeg (rzeki), zachmurzenie, zaciemnienie”) reprezentowana przez czerń i Księżyc oznacza bierność, uległość, smutek, chłód i zimę, symbolizuje żeński aspekt natury, introwersję oraz liczby parzyste; odpowiada jej noc oraz dusza po. Yin symbolizuje woda lub drewno (drzewo). Wszyscy urodzeni w nieparzystych latach.

Wzajemne oddziaływanie yin i yang jest przyczyną powstawania i zmiany wszystkich rzeczy. Z nich powstaje pięć pierwiastków (ogień, woda, ziemia, metal i drewno), a z nich wszystkie inne rzeczy. Wśród sił natury da się zauważyć stany yin i yang będące w ciągłym ruchu. Kolorem najbardziej Yang jest czerwień. Kolorem najbardziej Yin jest niebieski.
Najważniejszym wykładem nauki o yin i yang jest Księga przemian Yijing. Nauka o yin i yang jest ważną częścią spekulacji kosmologicznych i przyrodniczych taoizmu i neokonfucjanizmu.

## Podsumowanie podstawowych założeń
Wszystko może być opisane jako obie siły yin i yang.
1. Yin i yang nie wykluczają się wzajemnie.
Wszystko ma swoje przeciwieństwo, jednak nigdy całkowite, a jedynie względne. Żadna rzecz nie jest nigdy w pełni yin ani całkowicie yang. Każde z nich zawiera w sobie pierwiastek swojego przeciwieństwa. Dla przykładu: zima zmienia się w lato, a „co się wzniosło - opaść musi”.
2. Yin i yang są współzależne.
Jedno nie może istnieć bez drugiego, tak jak dzień nie może istnieć bez nocy, światło bez ciemności, czy śmierć bez życia.
3. Tak yin jak i yang jest podzielne.
Każdy aspekt yin lub yang można dalej podzielić na mniejsze składowe yin i yang. Dla przykładu, temperaturę można określić jako gorącą lub zimną. Jednak gorąco można podzielić jeszcze na ciepło i upał, a zimno na chłód i mróz. W każdym spektrum istnieje mniejsze spektrum; każdy początek jest chwilą w czasie, więc posiada początek i koniec, tak samo jak godzina ma początek i koniec.
4. Yin i yang wchłaniają i jednocześnie podtrzymują się wzajemnie.
Yin i yang znajdują się zwykle w stanie równowagi - kiedy jedno wzrasta, drugie maleje. Mogą się też jednak nie równoważyć. Wyróżniamy cztery stany braku równowagi: nadmiar yin, nadmiar yang, niedostatek yin i niedostatek yang. Jednakże cały czas wzajemnie się uzupełniają: w przypadku nadmiaru yin występuje niedostatek yang i vice versa. Brak równowagi jest czynnikiem względnym: nadmiar yang „wymusza” zmniejszenie się yin.
5. Yin i yang mogą przekształcić się w siebie nawzajem.
W pewnej konkretnej sytuacji yin może przekształcić się w yang i odwrotnie. Noc zmienia się w dzień, ciepło stygnie, a życie zmienia się w śmierć. Niemniej jednak i ta przemiana jest względna, jako że noc i dzień mogą ze sobą współistnieć w tym samym czasie na Ziemi widzianej z kosmosu.
6. Część yin znajduje się w yang, a część yang znajduje się w yin.
Mniejsze koła w każdym z nich służą jako:
1. przypomnienie, że zawsze pierwiastek jednego znajduje się w drugim. Tak samo jak zawsze znajdziemy odrobinę światła w ciemności (np. gwiazdy na nocnym niebie); żadna z tych cech nie jest nigdy skończona.
2. przypomnienie, że ekstremalne skrajności zmieniają się natychmiast w swoje przeciwieństwo, jak również to, iż cechy yin i yang zależą od punktu widzenia obserwatora. Dla przykładu: najtwardszy kamień najłatwiej skruszyć. To pokazuje, że bezwzględne rozgraniczenie między jednym a drugim nie jest możliwe.